# کورچاتوف (قزاقستان)
کورچاتوف (انگلیسی: Kurchatov) یک شهرک در استان آبای کشور قزاقستان است.

این شهر که به نام فیزیکدان هسته‌ای اتحاد جماهیر شوروی، ایگور کورچاتوف نامگذاری شده است، زمانی مرکز عملیات سایت آزمایش هسته‌ای سمی‌پالاتینسک بود. کورچاتوف در دوره شوروی یک شهر بسته بود یکی از مخفی‌ترین و محدودترین مکان‌ها در اتحاد جماهیر شوروی یود. امروزه تاسیسات هسته‌ای در کورچاتوف توسط موسسه انرژی اتمی قزاقستان، که بخشی از مرکز ملی هسته‌ای این کشور است، مدیریت می‌شود.